# فيلا دير مالطة

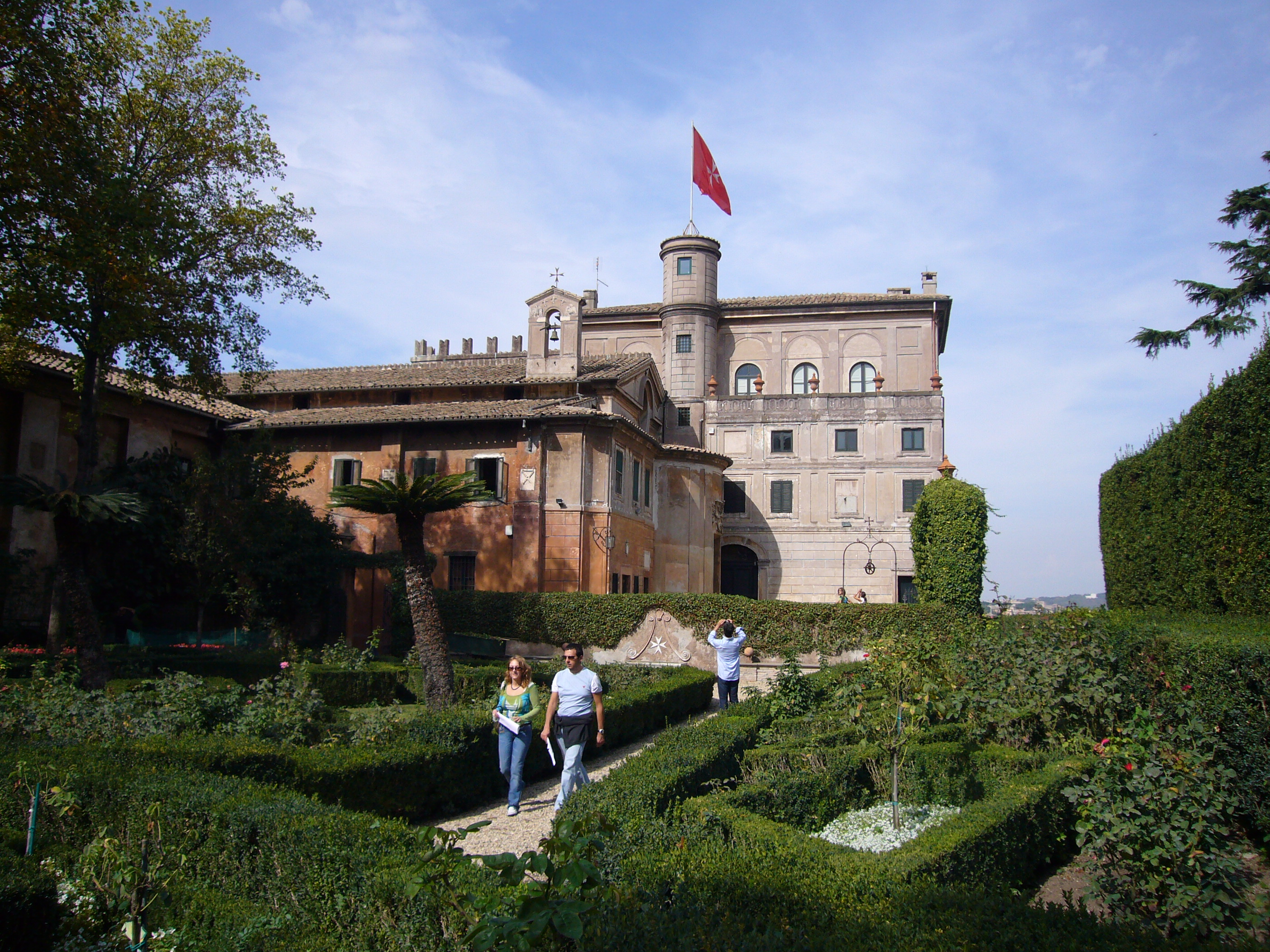
الفيلا والحديقة

فيلا دير مالطة أو فيلا مالطة أو الفيلا الملكية، تقع على هضبة أفنتين في روما، وهي واحدة من المقرين الرئيسيين لحكومة منظمة فرسان مالطة العسكرية المستقلة . جنباً إلى جنب مع قصر مالطة. تم منح العقار وضعاً خارج الحدود الإقليمية من قبل إيطاليا. كما أنها تستضيف دير روما الكبير وسفارة منظمة فرسان مالطة السيادية في إيطاليا.

## تاريخ
كان الموقع، الواقع على ارتفاع يطل مباشرة على نهر التيبر والمؤدي إلى جسر بونس سوبليسيوس الروماني، ديراً بنديكتينياً محصناً في القرن العاشر. انتقل الدير إلى فرسان الهيكل. وبعد حل منظمتهم، انتقل إلى فرسان الإسبتارية، أسلاف فرسان مالطة الحاليين. تمت إعادة البناء الجذري للفيلا في القرنين الخامس عشر والسابع عشر. مُنحت الفيلا الولاية القضائية خارج الحدود الإقليمية عام 1869.

## الموقع
يُمكن الوصول إلى موقع الفيلا عن طريق طريق سانتا سابينا، الذي ينتهي في ساحة بيازا دي كافاليري دي مالطة الصغيرة المحاطة من الجانبين بأشجار السرو في حديقة البينديكتين؛ والتي تم بناؤها في عام 1765 طبقاً لتصميمات جيوفاني باتيستا بيرانيزي، أحد التصميمات القليلة جداً التي نفذها هذا الرسام الروماني الذي يفتخر بكونه مهندساً معمارياً. أمامك يرتفع برج الكنيسة النيو رومانسكي لكنيسة سان أنسيلمو (1893-1900) الملحق بالمدرسة البينديكتينية الدولية (Seminario Internazionale Benedettino).

### ثقب المفتاح

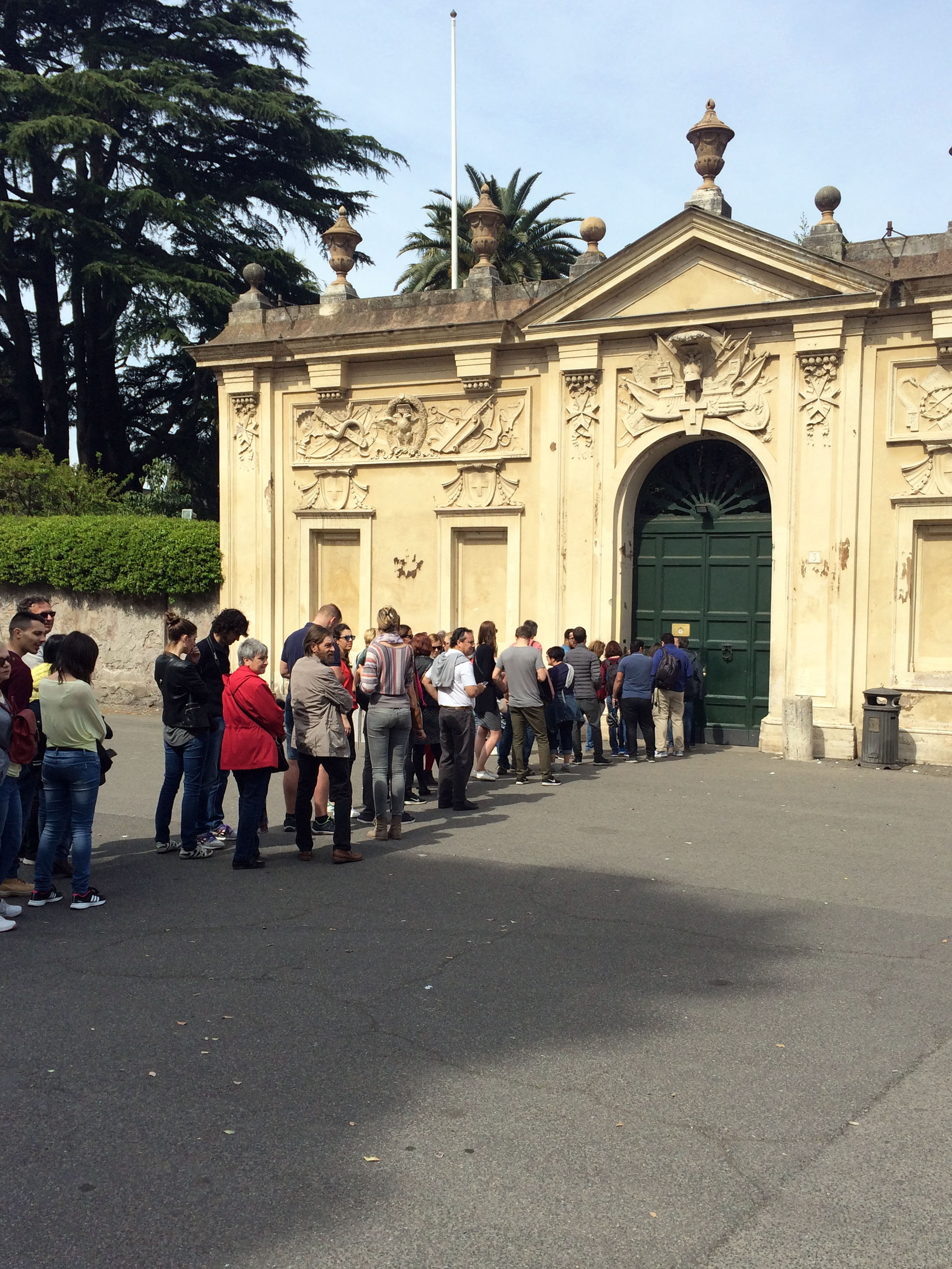
أشخاص ينتظرون رؤية كاتدرائية القديس بطرس من خلال ثقب الباب المؤدي إلى فيلا مالطة.

في الجانب الشمالي من الساحة توجد بوابة المدخل الضخمة، والتي صممها أيضاً بيرانيزي بتكليف من الكاردينال كارلو ريزونيكو، ابن شقيق البابا كليمنت الثالث عشر. يمكن القول إن الفيلا تشتهر بثقب مفتاح صغير (إل بوكو ديلا سيراتورا) في البوابة المركزية ذات الرأس المقوس، والتي يمكن من خلالها رؤية القبة النحاسية الخضراء لكاتدرائية القديس بطرس، في نهاية حديقة محاطة بأشجار السرو المقطوعة.

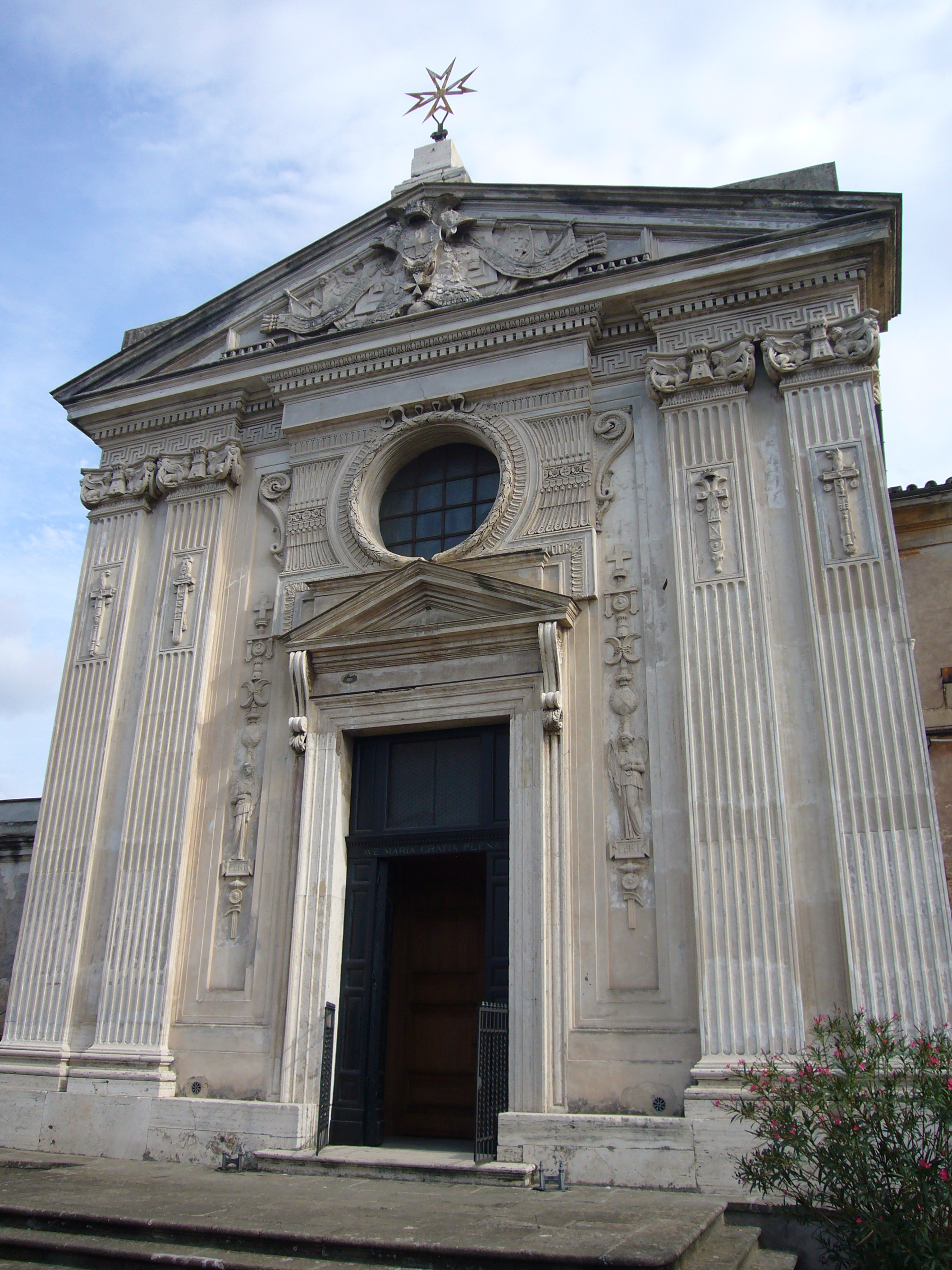
سانتا ماريا ديل بريوراتو، صممت بواسطة جيوفاني باتيستا بيرانيسي

تربط حديقة الروضة الفيلا بكنيسة سانتا ماريا ديل بريوراتو التابعة لمنظمة سانتا ماريا ديل بريوراتو، وهي كنيسة قديمة أعاد بيرانيزي تصميمها بالكامل عام 1765، وربما توفر أقدم مثال في روما للهندسة المعمارية الكلاسيكية الجديدة . واجهتها مغطاة بتلع منخفض. تحتوي الأعمدة المزدوجة على جانبي الباب على تيجان يتكون كل منها من برج محاط بأبي الهول الجالس؛ دُمجت العناصر الأخرى من العمارة الكلاسيكية بطرق خيالية وشخصية.

## أنظر أيضاً
- قصر مالطة
- فرسان مالطة